# Maria-Maluca-flerbåndsantenne
En Maria-Maluca-flerbåndsantenne er en radioantenne med to elementer til at modtage eller sende radiobølger i dele af kortbølgebåndet.
Den oprindelige Maria-Maluca-flerbåndsantenne er designet og anvendt til tre bånd (20, 15 og 10 meter) og bliver så kaldt en Maria-Maluca-trebåndsantenne. Maria-Maluca-trebåndsantennen blev opfundet i 1957 af den brasilianske radioamatør José Luiz Salvador Victor Marinaro (PY2BBP) og antennen blev populær i 1960'erne.
Med en antennetuner kan en anden variant klare seks bånd (20, 17, 15, 12, 10 og 6 meter) og kaldes så en Maria-Maluca-seksbåndsantenne. Maria-Maluca-seksbåndsantennen er opfundet af den tyske radioamatør Helmut Oeller (DC6NY) i 2005.

## Maria-Maluca-trebåndsantenne
Maria-Maluca-flerbåndsantenne anvendes af mange radioamatører i latinamerika. Antennen er enkel og dermed relativ billig eller let at lave selv, sammenlignet med "traditionelle" flerbåndsantenner. (De "traditionelle" retningsbestemte flerbåndsantenner indeholder mange bølgefælder og forkorterspoler, der typisk kræver omfattende målinger og justeringer.)
Maria-Maluca-trebåndsantennen blev designet til radioamatørbåndene 10, 15 og 20 meter.